# Subhymenium
Das Subhymenium  ist eine sehr dünne Hyphenschicht, die direkt unter dem Hymenium liegt und die sich sowohl von der Trama (Pilzfleisch oder inneres Pilzgewebe) als auch von der Fruchtschicht optisch unterscheidet.
Wichtig ist das Subhymenium zum Beispiel in der Taxonomie der Wulstlinge (Amanita). Wichtige Merkmale des Subhymenium sind unter anderem:
- die Anzahl der Zellschichten, aus denen es aufgebaut ist,
- die Größe der Subhymeniumzellen (sind sie größer als die Zellen des darunter liegenden Tramas) und
- sind die Subhymeniumhyphen verzweigt?